# Abdulxashim Mutalov
Abdulxashim Mutalovich Mutalov (używana też zrusyfikowana pisownia Abdułchaszym Mutałowicz Mutałow; ur. 14 lutego 1947 w Telyau) – uzbecki polityk, pierwszy premier Uzbekistanu od 13 stycznia 1992 do 21 grudnia 1995.